# 海底模擬反射面
海底模擬反射面（英語：bottom simulating reflectors)
是在地震反射剖面上一種淺層的地震反射面，其特徵在於其反射形狀類似於海底反射面。 但它的反射極性與海底反射極性相反，並且經常與主要反射層理交叉。

### 地震波反射的原因
鑽井結果證明，海底模擬反射面大致與沉積物含天然气水合物（可燃冰）底部吻合。反射主要是由可燃冰下方沉積物中含有游離氣體引起的。 沉積物中的氣體會降低沉積物的聲阻抗，因此會在含氣地層的界面處產生高振幅反射。 深海沉積物中可燃冰的形成取決於其環境壓力和溫度，這兩者均受海底深度的影響。 這是海底模擬反射面與地震剖面上的海底反射大體平行的主要原因.

### 形成與分佈
可燃冰由天然氣和水分子組成，天然氣主要是甲烷，被鎖住在固體水分子晶格中。 在比地表高的壓力和低的溫度下，甲烷與水能結合而形成可燃冰。 因此，海底模擬反射面廣泛存在於北極永凍土區和深水大陸邊緣海底下方的淺層沉積物中。

### 應用

#### 地質災害研究
深海沉積物中可燃冰的識別對於海上石油勘探至關重要。
如果在鑽井前沒有安裝適當的設備，如果穿透含可燃冰的沉積物可能會發生井噴。 此外，海洋沉積物中可燃冰的存在可能會改變海底的穩定性，並導致海底坍塌.

#### 替代能源
目前的生產技術用於開發可燃冰，尚未達到商業可行性，但可燃冰在全球廣汎的分佈，仍被認為是一種未來的替代能源。 雖然海底模擬反射面可大略評估可燃冰區域分佈面積。但估計其潛在儲量，必需要其他技術來推算可燃冰層的厚度. 此外，地震採集參數
及沉積物孔隙中游離氣體的聲學特性都可能影響聲阻抗對比度，從而影響反射幅度。 這就導致海底模擬反射面與可燃冰存在之間關係的不確定性.

#### 氣候影響
監測海底模擬反射面的變化有助於瞭解可燃冰的穩定性。由於可燃冰僅在低溫和中等壓力範圍內穩定，大氣和海洋變暖可能引發可燃冰的不穩定並從永凍土和海洋沉積物中釋放大量甲烷。 這可能會加劇對地球氣候的溫室效應。